# James Harris (giocatore di football americano)
James Larnell Harris, detto Shack (20 luglio 1947), è un giocatore di football americano statunitense che ha giocato nel ruolo di quarterback nella National Football League (NFL). Al college giocò a football alla Grambling State University.

## Carriera professionistica

### Buffalo Bills
Harris fu scelto nell'ottavo giro del draft comune del 1969 dai Buffalo Bills della American Football League, unendosi all'altro rookie O.J. Simpson nel backfield titolare. Continuando le politiche di assunzione del personale maggiormenti liberali della American Football League (rispetto alla NFL), i Bills fecero di Harris il primo giocatore afroamericano a partire come titolare a inizio stagione nel ruolo di quarterback nella storia del football professionistico. Harris fu anche il secondo giocatore di colore dell'era moderna a giocare come quarterback titolare nell'era moderna. Dopo tre anni con i Bills, Harris fu svincolato e firmò coi Los Angeles Rams nel 1972.

### Los Angeles Rams
Nel 1973, Harris si trovò dietro il veterano John Hadl nelle gerarchie della squadra, coi Rams che terminarono con un record di 12-2 e tornarono ai playoff per la prima volta dal 1969 . All'inizio del 1974, l'attacco dei Rams ebbe delle difficoltà sotto la direzione di Hadl e la squadra ebbe un record di 3-2 dopo cinque gare. Per rivitalizzare l'attacco di Los Angeles, il capo-allenatore Chuck Knox promosse Harris a titolare. Nel suo debutto come titolare contro i San Francisco 49ers, Harris completò 12 passaggi su 15 per 276 yard e 3 touchdown, oltre a un quarto segnato su corsa, coi Rams che vinsero facilmente per 37-14 al Los Angeles Coliseum. Due giorni dopo, Hadl fu scambiato coi Green Bay Packers e Harris fu nominato titolare per tutto il resto della stagione, scioccando il mondo del football professionistico. Ad ogni modo, Harris guidò la squadra a sette vittorie nelle ultime nove partite e al suo secondo titolo di division consecutivo. La squadra poi vinse la sua prima gara nei playoff dal 1951 superando per 19-10 i Washington Redskins. Harris in questo modo divenne il primo quarterback afroamericano a partire come titolare e a vincere una gara di playoff. I Rams giunsero alla finale della NFC perdendo contro i Minnesota Vikings 14-10 in una gara che fu caratterizzata da alcune chiamate arbitrali controverse. Harris fu convocato per il Pro Bowl di cui venne nominato miglior giocatore a fine partita.
Harris, dotato di un braccio potente, fu in qualche modo limitato dallo stile di gioco conservativo dell'allenatore Know e la sua filosofia orientata sulle corse ma guidò comunque la squadra a un altro titolo di division nel 1975. Un infortunio alla spalla all'inizio della gara della settimana 13 dei Rams lo fece sostituire da Ron Jaworski che guidò la squadra alla vittoria di quella gara contro Green Bay e poi contro i Pittsburgh Steelers, oltre che contro i St. Louis Cardinals nei playoff. Affermando che "un giocatore non può perdere il posto da titolare a causa di un infortunio", Knox nominò Harris titolare nella finale della NFC contro i Dallas Cowboys, dal momento che sembrava essersi ristabilito dall'infortunio. Il primo passaggio di Harris fu intercettato e dopo un altro passaggio sbagliato e un vantaggio di Dallas per 21-0 nel primo quarto, fu fatto uscire in favore di Jaworski. Dallas vinse tuttavia per 37-7.
Gli infortuni continuarono a tormentare Harris nel 1976. I Rams potevano contare su tre: quarterback:; Harris, Jaworski e il rookie Pat Haden da USC. Con Harris infortunato, Jaworski iniziò la stagione come titolare ma si infortunò presto anch'egli. Haden invece guidò la squadra a una vittoria in rimonta contro i Minnesota Vikings nella seconda partita. Harris, con la spalla del braccio usato per lanciare guarita, reclamò il suo posto da titolare guidando la squadra a due vittorie, inclusa una in cui passò 436 contro i Miami Dolphins. Nella gara successiva però,, un Monday Night Football in casa contro i San Francisco 49ers, Harris sub' 10 sack e si infortunò ancora alla spalla, coi Rams che persero 16-0. Il duo Jaworski/Haden guidò la squadra ad altre due vittorie, dopo di che Harris tornò di nuovo e guidò la squadra a una vittoria contro i Seattle Seahawks, nella loro annata di debutto nella lega, e ad una sconfitta contro i Cincinnati Bengals. Contro i Bengals, Harris giocò male e Knox fu costretto dal proprietario dei Rams Carroll Rosenbloom a farlo sostituire da Haden come titolare per il resto della stagione. I Rams vinsero tre delle ultime quattro gare e il titolo della NFC West division malgrado il cambio in cabina di regia. Knox fu costretto a puntare su Haden anche nei playoff, malgrado Harris fosse tornato in forma nel finale di stagione, in cui aveva guidato la squadra a una vittoria in rimonta contro i Detroit Lions nell'ultima gara. Ad ogni modo, Knox dovette adattare l'attacco della squadra alle carenze di Haden (Haden era di bassa statura e riusciva a malapena coprire 50 yard di campo con i suoi passaggi). I Minnesota Vikings approfittarono di ciò nella finale della NFC e batterono facilmente i Rams 24-13, qualificandosi per il Super Bowl XI. Ironicamente, malgrado la panchina, Harris terminò la stagione come miglior passatore della NFC, il primo giocatore di colore a guidare una conference in questa categoria.

### San Diego Chargers
Harris fu scambiato coi San Diego Chargers prima della stagione. L'esperienza coi Rams lo aveva ferito. "Ho perso la mia passione" scrisse nel libro Third and a Mile. "Coach Knox mi fu di supporto ma il proprietario (Rosenbloom) era impazzito".
"Come quarterback, ho fatto tutto ciò che potevo, più di quanto molte persone possano fare, ma non è stato sufficiente per l'organizzazione dei Los Angeles Rams per accettarmi come loro quarterback, non un quarterback nero" commentò. I Rams acquisirono l'anziano Joe Namath (che finì per giocare solo quattro gare con la squadra) e con il limitato Haden furono ancora eliminati dai Vikings nei playoff al Los Angeles Coliseum. Quando lasciò i Rams, Harris aveva la migliore percentuale di passaggi completati di qualsiasi altro quarterback della storia della squadra (55,4%) ed era stato parte integrante di tre titoli di division consecutivi conquistati dalla franchigia.
Coi Chargers, Harris si trovò dietro il futuro membro della Pro Football Hall of Fame Dan Fouts, sostituendolo quando infortunato per un totale di 11 partite.

## Vittorie e premi
- Convocazioni al Pro Bowl: 1

1974
- MVP del Pro Bowl: 1

1974

## Statistiche
| Yard lanciate     | 8.136 |
| Touchdown         | 45    |
| Intercetti subiti | 59    |
| Passer rating     | 67,3  |